# Längliche Linsenmuschel
Die Längliche Linsenmuschel (Tellimya ferruginosa) ist eine Muschel-Art aus der Familie der Linsenmuscheln (Montacutidae). Sie ist im gesamten Nordatlantik und bis ins Mittelmeer verbreitet.

## Merkmale
Die gleichklappigen, ziemlich aufgeblähten Schalen sind im Umriss länglich-elliptisch, etwa doppelt so lang wie hoch. Sie werden bis zu neun Millimeter lang. Der Wirbel sitzt deutlich hinter der Mitte, auf etwa ein Viertel der Strecke vom Hinterrand. Der Vorderrand ist gut gerundet, der vordere Dorsalrand nahe dem Wirbel gerade, dann sanft gerundet. Der hintere Dorsalrand verläuft hinter dem Wirbel über eine kurze Strecke zunächst gerade, ist dann stumpfwinklig abgeknickt, der Hinterrand verläuft dann zunächst weiter gerade und geht gut gerundet in den Ventralrand über. Der Ventralrand ist mäßig tief gerundet. Der innere Gehäuserand ist glatt.
Das Ligament befindet sich intern in einer Grube unter und hinter den Wirbeln. Das Schloss der rechten Klappe weist einen einzelnen vorderen Kardinalzahn auf. In der linken Klappe ist dagegen nur ein einzelner vorderer Lateralzahn vorhanden. Die Mantellinie ist ganzrandig und nicht eingebuchtet. Der vordere Schließmuskeleindruck ist etwas größer als der hintere Schließmuskeleindruck.
Die Ornamentierung besteht aus sehr feinen, etwas unregelmäßigen konzentrischen Anwachsstreifen. Das Periostracum ist dünn, bräunlich gefärbt und oft mit einer rostbraunen Kruste bedeckt. Die dünne Schale ist weißlich, die Oberfläche glänzend.

## Geographische Verbreitung, Lebensraum und Lebensweise
Das Verbreitungsgebiet der Art erstreckt sich im Nordatlantik von der Arktis bis Nordafrika und in das Mittelmeer, im westlichen Nordatlantik bis zu den Neuengland-Staaten der USA. Sie kommen dort vom ab dem flachen Subtidal bis in etwa 2500 Meter Wassertiefe vor.
Die Muscheln leben zumindest als Jungtiere mit Byssus angeheftet in den Stacheln von Seeigeln (z. B. Spatangus purpureus, Echinocardium cordatum) nahe deren Analöffnung, später auch frei in der Nähe der Analöffnung. Die erwachsenen Tiere können aber auch ohne Seeigel frei im Sediment leben. Die Tiere sind protandrische Hermaphroditen.

## Taxonomie
Das Taxon wurde 1808 von Montagu als Mya ferruginosa aufgestellt. Die Art wurde häufig zur Gattung Montacuta Turton, 1822 gestellt. Es ist die Typusart der Gattung Tellimya Brown, 1827.

## Belege

### Online
- Marine Bivalve Shells of the British Isles: Tellimya ferruginosa (Montagu, 1808) (Website des National Museum Wales, Department of Natural Sciences, Cardiff)